# Tipula fini
Tipula fini är en tvåvingeart som beskrevs av Oosterbroek 1997. Tipula fini ingår i släktet Tipula och familjen storharkrankar.
Artens utbredningsområde är Israel. Inga underarter finns listade i Catalogue of Life.